# Kirby (Wyoming)
Kirby város az USA Wyoming államában, Hot Springs megyében. Lakosainak száma 76 fő (2020. április 1.).

## Népesség
A település népességének változása:

| 2010 | 92 |
| 2020 | 76 |